# Xestia streckeri
Xestia streckeri är en fjärilsart som beskrevs av Barnes och Benjamin 1927. Xestia streckeri ingår i släktet Xestia och familjen nattflyn. Inga underarter finns listade i Catalogue of Life.